# Matana (Burundi)
Matana è un comune del Burundi situato nella provincia di Bururi con 42.777 abitanti (censimento 2008).

## Geografia antropica

### Suddivisioni amministrative
Il comune è suddiviso in 15 colline.